# 益春菜
益 春菜（ます はるな、1986年10月20日 - ）は、日本の元モトクロスライダー・元オートレース選手。東京都多摩市出身。
IB（国際B級）ライダーでもある。

## 略歴
モトクロス
- 5歳からモトクロスを始める。
- 2000年、全日本モトクロス選手権にレディースクラスが開催されてから、全国を周り転戦する。
- 2000年（2000年はMFJ選手権として）から2007年までは鈴木沙耶が8年連続で全日本モトクロス選手権レディースクラスチャンピオンであったが、2008年に全10戦中8勝し、念願のチャンピオンを獲得する。
- 2009年・2010年・2011年度も優勝して4年連続でチャンピオンとなる。

 オートレース
- 2012年8月13日、オートレース第32期選手候補生入所試験に合格[1]。
- 2013年7月5日、川口オートレース場で開催された普通開催の第4レース「益春菜デビュー戦」にてデビューウィンを飾る[2][3]。
- 2015年1月5日、川口オートレース場で開催された「報知新聞社杯ニューイヤーカップ」（普通開催）で初優勝。女子選手の初優勝は佐藤摩弥以来2人目、13年7月のデビューから1年6ヶ月1日での優勝は佐藤の1年8ヶ月8日を上回る早さ[4][5]。
- 2015年3月5日、船橋オートレース場で開催された「山口シネマ杯」（普通開催）で通算2度目の優勝。初日から4日間全て1着入線の完全優勝で女子選手初の快挙であった[6][7]。
- 2015年7月30日、JKAより発表された平成27年度後期適用ランクで女子レーサー史上初のS級昇格（S40位）[8][9]。
- 2015年9月18日、10月30日から5日間開催のSG第47回日本選手権オートレースに、女子選手として史上初の出場が発表された[10]。
- 2015年10月7日、川口オートレース場で開催された「準決勝戦8バトル」（普通開催）で、女子レーサー史上最多通算3回目（当時）の優勝[11][12]。
- 2015年12月31日、川口オートレースで開催された「ラピスタ新橋カップ スーパースターフェスタ2015」、第10レース「スーパースターシリーズ戦」優勝戦で、女子レーサー最多通算4回目（当時）の優勝[13][14]。
- 2016年1月15日、船橋オートレース場で開催された「東京スポーツ杯」（普通開催）の開催初日第12レースにて、オートレース界初となる女子レーサー6名による戦い「オーバルクイーンカップ」が開催され、勝利を収める[15][16][17][18]。
- 2018年10月22日、オートレース32期女子オフィシャルブログにて、2年間、古傷の膝の治療を続けていたが復帰するまでには回復せず、それに伴うモチベーション低下を理由に現役引退を報告した[19][20][21]。
- 2018年10月23日、選手登録消除[22]。
- 2018年12月31日、川口オートレース場で開催された「ラ・ピスタ新橋PRESENT スーパースターフェスタ2018」第9レース発売中、走路内にて引退セレモニーが行われた[23]。

引退後
- 2019年5月から12月まで、BS12 トゥエルビで放送されているバイク情報番組「tv.moto Channel」にレギュラー出演していた[24][25]。オートバイ専門無料動画サイト「motoちゃんねる」のYouTube公式チャンネルにて見逃し配信されている[26]。

## 選手データ

### モトクロス
戦歴
- 2000年：MFJレディースモトクロス選手権 - 6位
- 2001年：全日本モトクロス選手権レディースクラス - 5位
- 2002年：全日本モトクロス選手権レディースクラス - 3位
- 2003年：全日本モトクロス選手権レディースクラス - 4位
- 2004年：全日本モトクロス選手権レディースクラス - 2位
- 2005年：全日本モトクロス選手権レディースクラス - 5位
- 2006年：全日本モトクロス選手権レディースクラス - 2位
- 2007年：全日本モトクロス選手権レディースクラス - 2位
- 2008年：全日本モトクロス選手権レディースクラス - チャンピオン
- 2009年：全日本モトクロス選手権レディースクラス - チャンピオン
- 2010年：全日本モトクロス選手権レディースクラス - チャンピオン
- 2011年：全日本モトクロス選手権レディースクラス - チャンピオン

### オートレース
戦歴
- 通算優勝回数：4回

 受賞歴
- オートレース選手表彰
  - 優秀新人選手賞：1回（平成26年度）
  - 特別賞：2回（平成25年度、平成27年度）
- 日刊スポーツ新聞社制定「オートレース年間三賞」
  - 敢闘賞：1回（平成27年度）
- 日本プロスポーツ大賞
  - 新人賞：1回（平成27年度）

## 出演

### テレビ
- 中居正広の金曜日のスマたちへ（TBS、2008年12月30日）
- ジャンクSPORTS（フジテレビ、2009年5月31日）
- tv.moto Channel（BS12 トゥエルビ、2019年5月 - 12月）

### WEB
- オッズパークPresents スーパースターフェスタ2020 YouTube予想ライブ!!（YouTube 川口オートレース公式チャンネル、2020年12月29日 - 31日） - 解説